# Список лиц, отождествляемых с Железной Маской
В 1869 году Мариус Топен насчитывал 52 работы, в которых разбирались версии происхождения «железной маски». В 1934 г. историк-любитель Анри Морис насчитывал на эту тему 744 публикации. На 2004 г. Жак Птифис насчитывал более 1000 публикаций, не считая веб-сайтов. Ниже перечислены все версии с указанием даты первого появления.

## Герцог де Бофор
Источник версии — слух, распущенный в 1688 г. Бенинем де Сен-Маром — тюремщиком Железной Маски, позднее — комендантом Бастилии.

## Генри Кромвель
Генри Кромвель (1628—1674), вице-лорд Ирландии в 1657—1659 годах. Источник версии — слух, распущенный в 1688 г. Бенинем де Сен-Маром.

## Неизвестная женщина
Слухи распространялись в тюрьме на острове Сен-Маргерит (близ Канн), комендантом которой был Сен-Мар.

## Подлинный отецЛюдовика XIV
Версия выдвинута в анонимном голландском памфлете «Любовная связь Анны Австрийской… с мсье C.D.R.» (1692). Инициалы C.D.R. расшифровывали как «Граф де Рошфор» или «Граф де Ривьер».

## Старший братЛюдовика XIV
Сын любовника Анны Австрийской. Впервые слух был пущен около 1701 года маркизом де Барбезьё, и популяризирован Вольтером.

## Англичанин, замешанный в заговореБервика
Версия Елизаветы Шарлотты Баварской (1711).

## Анонимный узник
В сочинении Константэна де Ранвиля «Французская инквизиция, или История Бастилии» (1719) сказано, со ссылкой на тюремщика Рю и хирурга Рейи, что Железная Маска был 12-летним учеником, заточённым за то, что написал два стиха против иезуитов.

## Граф де Вермандуа
Людовик де Бурбон (1667—1683), внебрачный сын короля Людовика XIV и герцогини Луизы-Франсуазы де Лавальер. Версия была представлена в 1745 году сочинении «Секретные мемуары для написания истории Персии».

## Герцог Монмут
Версия выдвинута в 1768 году Жерменом Сен-Фуа. Хотя Джеймс Монмут был казнён в 1685 году по обвинению в вооружённом мятеже против дяди — Якова II, но его сторонники утверждали, что нашёлся двойник, пошедший на эшафот вместо него.

## Граф Эрколе Антонио Маттиоли
Версия выдвинута в 1770 году бароном фон Хейсом. Весьма популярна в литературе.

## Брат-близнецЛюдовика XIV
Наиболее популярная из версий благодаря Александру Дюма. Впервые выдвинута в 1789 году в «Мемуарах маршала де Ришельё».

## ДочьЛюдовика XIIIи Анны Австрийской
Орлеанистская версия, распространяемая в виде слухов в первые годы Великой Французской революции.

## Николя Фуке
Версия выдвинута в революционных памфлетах 1789 года, весьма популярна в литературе.

## Мазарини
Очень оригинальна версия, предложенная в 1963 г. французским историком Шарлем Бенекрутом. Он считает, что Железная Маска — это кардинал Мазарини. В 1614 году с острова Полинезия был вывезен во Францию в возрасте 12 лет туземец-альбинос, по странной случайности как две капли воды похожий на кардинала Мазарини. Впервые его сходство с кардиналом обнаружил в 1655 году герцог де Голль. Он попытался подменить Мазарини и, по данным историка, у него это замечательно получилось, причём после подмены туземец занял место министра при дворе Людовика XIV, а на Мазарини была надета пресловутая «железная маска».

## СынМазарини
Гипотеза высказана в 1790 г. де Сен-Миелем.

## Армянский патриархАветик
Версия высказана в 1790 г. шевалье де Толе.

## Джованни Гонзага
Сводный брат Карла Гонзага-Неверского, герцога Мантуи. Версия высказана в 1820 г. графом де Валори.

## Людовик XIVпосле того, как брат-близнец захватил трон
Версия высказана в 1847 г. в «Мемуарах» барона Глейхена. Стала основой сценария фильма «Человек в железной маске».

## Анонимный шпион
Версия Жюля Луазлёра (1867).

## Луи де Роган
Версия опубликована в «Журналь де Масон» в 1869 г.

## Людвиг Ольдендорф
Версия высказана в 1872 году Теодором Юнгом.

## Граф Себастьян де Керуаль
Лейтенант герцога де Бофора. Версия высказана в 1879 г. Франсуа Равессоном.

## Мольер
Версия высказана в 1883 г. А. Локеном, поддержана в 1971 году М. Дьяман-Берже

## Слуга Эсташ Данже (или Доже)
Версия выдвинута в 1890 г. Ж. Лэром, весьма популярна в литературе.

## Аноним, повинный «в чудовищном преступлении»
Версия выдвинута в 1893 г. Ф. Бурноном.

## Генерал-лейтенант де Бюлонд
Вивьен Лаббе де Бюлонд (фр. Vivien de Bulonde) был приговорен за преждевременное снятие осады с Кони в 1691 г. Версия выдвинута Бюрго и Базри в 1893 г..

## Монах
Версия Доменико Карутти (1893 г.).

## СынКристины Шведской
От её любовника Мональдески, Джованни Ринальдо. Слухи об этом ходили с XVIII в., но версию обнародовал Морис Бутри в 1899 г.

## Сын Людовика XIV иГенриетты Английской
Слухи об этом ходили с XVIII в., версию обнародовал Морис Бутри в 1899 г.

## Сын Генриетты Английской и графа де Гиша
Слухи об этом ходили с XVIII в., версию обнародовал Морис Бутри в 1899 г.

## Сын Марии Луизы Орлеанской от адюльтера
Мария Луиза Орлеанская (1662—1689), племянница Людовика XIV, дочь Филиппа Орлеанского и Генриетты Анны Стюарт. Королева Испании, первая жена душевнобольного Карла II . Слухи об этом ходили с XVIII в., версию обнародовал Морис Бутри в 1899 г.

## Сын Марии Анны Нойбургской от адюльтера
Мария-Анна Нойбургская (1667—1740), дочь Филиппа Вильгельма Нойбургского и родственница императора Священной Римской империи Леопольда I (он был женат на её сестре). Королева Испании, вторая жена душевнобольного Карла II. Слухи об этом ходили с XVIII в., версию обнародовал Морис Бутри в 1899 г.

## Чернокожий сынМарии-Терезии
От негра-пажа. Версию обнародовал Морис Бутри в 1899 г., опираясь на слухи XVIII в.

## Марен Кюлье
Версия 1900 г., опубликована в Ленотром в сборнике статей «От Вельзевула до Людовика XVII», без всяких ссылок на источники.

## Слуга заговорщика де Марсийи
Версия Эндрю Ланга 1903 г.

## Яков Стюарт де ля Клош
Версия Эдит Кэрри 1904 г.

## Аббат Джузеппе Приньяни
Версия А. Барнса 1908 г.

## Жак Бретель де Грамонвиль, мальтийский рыцарь
Версия Ф. Шейхля 1914 г.

## Г-н Поммери, отец Людовика XIV и незаконный сын герцога Кандаля
Версия Сен-Урса 1925 г.

## Эсташ Оже де Кавуа
Версия Мориса Дювинье 1932 г.

## Больной раком кожи
Версия Франца Функ-Брентано 1933 г.

## Эсташ Оже де Кавуа, сынЛюдовика XIIIи Мари де Сериньян
Версия Р. Фюрно 1954 г.

## Герцог де Бофор, отецЛюдовика XIV
Версия Изабель де Брой 1958 г. Поддержана Райикуром (1960).

## Эсташ Оже де Кавуа, братЛюдовика XIV
Версия мадам Маст 1974 г.

## Сын королевского дворецкого Доже
Версия 1931 г., выдвинутая Эмилем Лалуа.

## Данже
Сообщник Лозена — любовника мадам де Монтеспан. Версия выдвинута Альберто Питтавино в 1932 г.

## Марк де Морельи
Судья в Сен-Ирье, арестованный в 1679 г. Отцом его был Парду Гондине, личный врач Анны Австрийской. Из его бумаг следовало, что Людовик XIII был не способен иметь потомство. Версия выдвинута П. Вернадо в 1934 году.

## Эсташ Оже де Кавуа, сообщник графа де Гиша
Версия выдвинуты в 1956 г. Герен-Рикаром.

## Эсташ Данже
Слуга Кольбера, пытавшийся отравить собственного хозяина. Версия выдвинута Ж. Птифисом в 1960 г. Автор позднее от неё отказался.

## Негр-паж императрицы Марии Терезии
Отец её темнокожей дочери. Версия выдвинута в 1974 г. П. Дижолем и Б. Кэром.

## Генрих, герцог де Гиз
Эзотерическая версия, полученная путём откровения в 1978 г. К. Бартоли.

## Клод Имбер
Секретарь кардинала де Реца. Версия выдвинута в 1992 г. П. Соннино (Калифорнийский университет, Санта-Барбара) как модель для исследования. Позднее автор признал, что гипотеза не оправдала себя, и отказался от неё.